# Tullio Zanardi
Tullio Zanardi (Verona, 4 luglio 1897 – ...) è stato un calciatore italiano, di ruolo centrocampista.

## Carriera
Debutta in massima serie con il Verona nella stagione 1921-1922; con i gialloblu disputa cinque campionati totalizzando 73 presenze e 2 reti.
Successivamente milita nel Bovolone e nel FRAGD Castelmassa.